# Cap del Bosc del Pui
El Cap del Bosc del Pui és una muntanya de 1.137 metres que es troba al municipi de Cabó, a la comarca de l'Alt Urgell.